# Stipa pulcherrima
Stipa pulcherrima is een plant uit de grassenfamilie (Poaceae). De botanische naam werd gepubliceerd door Karl Heinrich Koch in 1848. Het verspreidingsgebied strekt zich uit van Centraal-Europa, de Balkan, via de Europese steppe- en bossteppegordel naar het zuiden van West-Siberië, Kazachstan en de Altaj. De soort komt ook voor in Klein-Azië en Turkmenistan.
... · 
S. capillata · 
S. lessingiana · 
S. pennata · 
S. pontica · 
S. pulcherrima · 
S. tirsa · 
S. ucrainica · 
S. zalesskii · 
...